# Edwin Mills
Edwin Archer Mills (Stretton Baskerville, Warwickshire, 17 de maig de 1878 – Ashby-de-la-Zouch, Leicestershire, 12 de novembre de 1946) va ser un esportista anglès que va competir a primers del segle xx. Especialista en el joc d'estirar la corda, guanyà tres medalles en aquesta competició en tres edicions diferents dels Jocs Olímpics.
El 1908, a Londres, i el 1920, a Anvers, guanyà la medalla d'or en la prova del joc d'estirar la corda, mentre el 1912, a Estocolm, guanyà la plata en aquesta mateixa competició.